# Списък на язовирите в Република Ирландия
- Арднантруш[1][2]
- Катлин
- Клиф
- Златна падина
- Инискара
- Езеро Лейхсип
- Пулапчука